# Metilcolantreno
El  metilcolantreno es un hidrocarburo aromático policíclico,  agente carcinogénico, utilizado primariamente en la inducción química de estos,para la formulación de estudios.

## Exposición humana
La exposición se asocia con su uso en la investigación bioquímica (HSDB). También puede estar presente en los contaminantes de aire industrial, el humo de carbón o quemadores de coque, y en el alquitrán del tabaco.